# Jaskinia Samsonowicza
Jaskinia Samsonowicza – jaskinia o głębokości 7,5 metra w Górze Zelce (Jura Wieluńska). Jaskinia została zniszczona podczas zlodowaceń, jej obecny kształt jest efektem wykopalisk paleontologicznych prowadzonych w latach 30. i 50. XX wieku.
W 1933 roku profesor Jan Samsonowicz odkrył w jaskini brekcję kostną – kości zwierzęce sprzed kilku milionów lat połączone kalcytem. Według przypuszczeń badaczy pod koniec trzeciorzędu w jaskini ginęły zwierzęta, które nie mogły się z niej wydostać. W efekcie odnaleziono szczątki ponad 100 gatunków.
Jaskinia jest objęta ochroną w ramach rezerwatu przyrody Węże.